# Chrétien Guillaume de Lamoignon de Malesherbes
Pour les articles homonymes, voir Malesherbes (homonymie) et Famille de Lamoignon.
Ne doit pas être confondu avec Malherbe.
Chrétien-Guillaume de Lamoignon de Malesherbes, né le 6 décembre 1721 à Paris, où il a été guillotiné le 22 avril 1794, est un magistrat, botaniste et homme d'État français.
Il est particulièrement connu pour le soutien qu'il apporta, en tant que chef de la censure royale, à la publication de l'Encyclopédie de Denis Diderot et d'Alembert. Il fut un des défenseurs de Louis XVI à son procès ; il fut considéré comme ennemi de la patrie et périt guillotiné.

## Biographie

### Magistrat

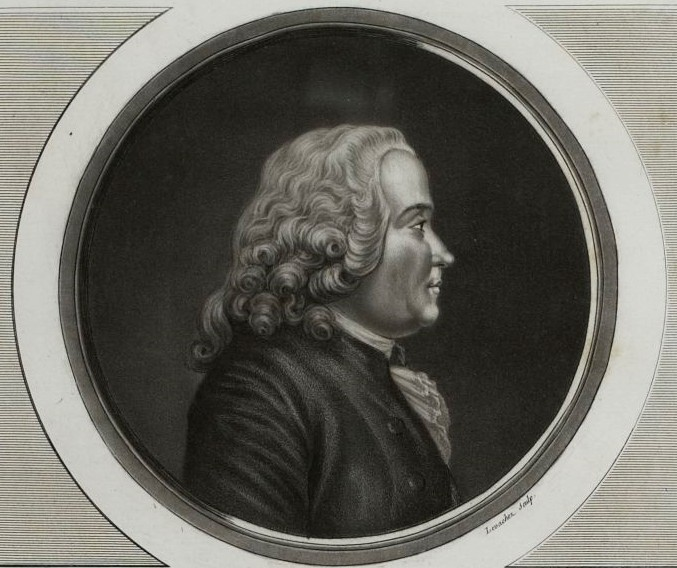
Estampe de Lamoignon de Malesherbes par Charles Levachez
(musée de la Révolution française).

Issu d'une importante famille de la noblesse de robe parisienne, apparentée à la maison de Nicolaï par sa tante paternelle, fils de Guillaume de Lamoignon de Blancmesnil, il est nommé substitut du procureur général du parlement de Paris en 1741. Il est successivement conseiller en 1744, premier président de la cour des aides de Paris et directeur de la Librairie de 1750 à 1763, c'est-à-dire responsable de la censure royale sur les imprimés, poste dont il se sert pour soutenir l'Encyclopédie.
Ainsi, lorsque le privilège des éditeurs de l'Encyclopédie est révoqué et que le parlement ordonne la saisie des papiers de Diderot, Lamoignon de Malesherbes le fait avertir secrètement. Diderot, consterné, court chez lui. « Que devenir ? s'écriait-il ; comment, en vingt-quatre heures, déménager tous mes manuscrits ? Je n'ai pas le temps d'en faire le triage. Et surtout où trouver des gens qui veuillent s'en charger et qui le puissent avec sûreté ? — Envoyez-les tous chez moi, répond M. de Malesherbes, on ne viendra pas les y chercher. ».
En 1769, le père de Malesherbes, chancelier de France, donne sa démission à l'âge de 87 ans. Sa charge est reprise par le Garde des Sceaux Maupeou, qui cumule ainsi les deux fonctions. Au cours de l'année 1770, Malesherbes, soucieux du bien-être du peuple, ne cesse de délivrer, comme Président de la Cour des Aides, des remontrances au Conseil du Roi pour s'opposer aux taxes nouvelles et à des édits fiscaux, mais aussi plus particulièrement, aux mesures répressives prises par les collecteurs d'impôts.

### Affaire Monnérat
Pendant toute l'année 1770, de nombreuses remontrances sont émises par la Cour des Aides concernant la prolifération d'impôts temporaires qui, au lieu d'être supprimés, sont prorogés par le gouvernement, sans formalité d'enregistrement par le Parlement.
Cette année-là a lieu l'affaire Monnérat, un marchand de Limoges accusé de contrebande. Après 20 mois d'incarcération, son innocence est reconnue, il est libéré. Devant la Cour des Aides, il demande réparation aux fermiers généraux, ce qui lui vaut une nouvelle arrestation, à la demande de l'abbé Terray, contrôleur général des Finances depuis décembre 1769.

Le Président de Malesherbes prend l'affaire en main et fait arrêter le fermier général qui avait exigé et obtenu une lettre de cachet contre Monnerat. L'affaire remonte jusqu'au Conseil du Roi, qui prend parti pour le fermier général et la Cour des Aides rédige une remontrance. Quittant le domaine fiscal qui est de sa compétence, Malesherbes se livre à une critique forte d'une justice expéditive, fondée sur les lettres de cachet, et met en lumière le risque d'établir "l'autorité arbitraire" si le Conseil du Roi ne respecte pas les attributions de la Cour des Aides, mais aussi celles du Parlement et de la Chambre des Comptes :

« Si le gouvernement a voulu saisir une occasion de faire un acte d'autorité, cette occasion est très mal choisie, parce que la Cour des Aides est peut-être moins faite qu'une autre Compagnie pour mériter cet affront et parce que le fond de l'affaire est une vexation criante et odieuse à laquelle la Cour des Aides a voulu s'opposer." »

— Badinter 1978.

### Affaire du parlement de Bretagne
Le procureur général du Parlement de Bretagne, Louis-René Caradeuc de La Chalotais, divertit les membres du Parlement en racontant que le duc d'Aiguillon, chargé des fortifications et de la défense côtière en Bretagne, n'a pas, comme il le prétend, repoussé une attaque britannique à côté de Saint-Malo, mais que, pendant cet assaut, il s'était réfugié dans un moulin et y avait livré une autre bataille, galante cette fois, avec la meunière, bataille où il s'était plus couvert de farine que de gloire militaire. Rapportée à Versailles, l'affaire fait grand bruit et le procureur général est enfermé à Saint-Malo, puis à la Bastille.
Pour l'honneur de la Bretagne, une guerre s'allume entre le roi et les gens de robe siégeant à Rennes. Le parlement de Rennes exige la punition du vrai coupable, le duc d'Aiguillon, et la libération de La Chalotais. En juillet 1770, le Parlement rennais innocente officiellement le magistrat et condamne le duc d'Aiguillon à se démettre de sa charge « jusqu'à ce qu'il soit purgé des soupçons qui entachent son honneur ». Huit magistrats bretons se rendent en audience auprès du roi pour affirmer leur décision. Deux des huit magistrats sont arrêtés par les mousquetaires à la fin de l'audience accordée par Louis XV. Cela démontre un haut degré de violence verbale.
Malesherbes ne peut pas rester indifférent à ces tensions, le parlement de Bretagne exerçant aussi la compétence d'une juridiction secondaire de la Cour des Aides. En sa qualité de Président de cette Cour des Aides et fier de sa qualité de fils du chancelier de France, il rédige une nouvelle remontrance qui s'ajoute à celles déjà rédigées. Dans cette dernière rédaction, on lit des phrases qui posent, de façon révolutionnaire, le principe de l'indépendance du pouvoir judiciaire :
« Quelle serait la sûreté des citoyens si les magistrats de qui dépendent leur fortune et leur vie avaient à craindre sans cesse le ressentiment des dépositaires de l'autorité arbitraire ? ».
Le Conseil du Roi ayant cassé tous les arrêts du Parlement de Rennes et notamment les arrêts qui s'élevaient contre les lettres de cachet ayant amené à l'arrestation des deux magistrats bretons, la contestation se généralise, et le Parlement de Paris se saisit de l'affaire. À l'aube du 3 septembre 1770, le roi se rend directement au Parlement et intime l'ordre aux parlementaires de ne plus se mêler des événements bretons. Le chancelier Maupeou a l'idée d'isoler les Parlements les uns des autres et escompte leurs désaccords et, finalement, leur soumission. Début décembre, Maupeou produit un édit retirant aux Parlements le contrôle politique qu'ils se sont attribué, mais, à son tour le Parlement de Paris rédige une remontrance contre cet édit. C'est l'épreuve de force. Le 7 décembre, par la procédure d'un lit de justice qu'il préside, le souverain impose son édit, dit Édit de discipline.
Maupeou, membre du Conseil du Roi, conseille au roi la fermeté envers les parlements dans les séances royales (avril, juin, décembre 1770). L'édit de discipline interdit au parlement de Paris de s'unir aux autres cours souveraines du royaume et limite le nombre des remontrances avant l'enregistrement, mais le Parlement de Paris suspend ses séances. C'est l'épreuve de force.

### Disgrâce de Choiseul

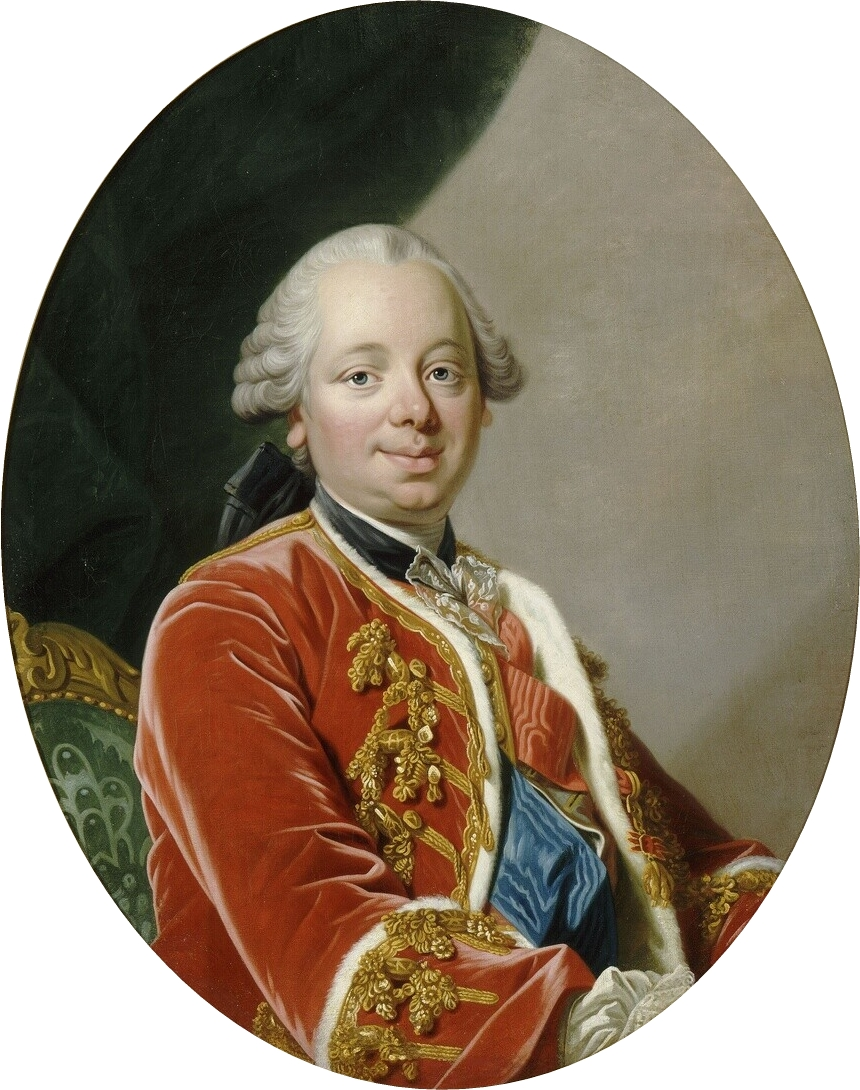
Le duc de Choiseul.

Le duc Étienne-François de Choiseul, arrivé à la tête du gouvernement grâce à l'appui de l'ancienne favorite du roi, la marquise de Pompadour, hésitait à sévir contre les remontrances et les empiétements des parlementaires sur le pouvoir royal. Favorable aux « philosophes » et aux Encyclopédistes comme son ancienne protectrice, le duc plaidait la clémence auprès du roi.
Cependant, à la cour de Versailles, la marquise de Pompadour était remplacée par une nouvelle favorite, la comtesse du Barry, soutien du garde des sceaux. Maupeou, protégé par la comtesse du Barry et partisan d'un gouvernement fort, s'oppose à Malesherbes lors de l'affaire Monnerat et lors de l'affaire du Parlement de Bretagne. Il s'oppose aussi, au sein du Conseil du Roi, au duc de Choiseul. Profitant d'une prise de position inopportune de Choiseul en faveur de l'Espagne contre l'Angleterre dans l'affaire des Malouines, et d'un nouveau risque de guerre avec cette dernière, l'opposition à Choiseul l'emporte.
« La veille de Noël, le Roi, d'une pâleur qu'on a rarement vue chez lui, convoque Choiseul et lui signifie sa disgrâce. En quelques mots secs, il l'invite à se retirer immédiatement sur ses terres de Chanteloup. La mesure d'éloignement frappe aussi son cousin Praslin. ».
En cette fin d'année 1770, le duc est remplacé par un triumvirat de trois ministres, le duc d'Aiguillon lui-même, ministre des affaires étrangères et de la guerre, à l'origine de l'Affaire du Parlement de Bretagne, l'abbé Terray, seigneur de la Motte Tilly, Contrôleur général des finances, surnommé "vide-gousset" par ses ennemis, à l'origine de l'affaire Monnerat, et Maupeou lui-même, garde des sceaux, opposant farouche de Malesherbes.

### Pouvoir des Parlements et pouvoir du Roi
La séparation des pouvoirs est une invention de Montesquieu, qui, dans L'Esprit des Lois (1748) en a établi la doctrine. Toutefois, en opposition à cette création laïque de trois pouvoirs, législatif, exécutif et judiciaire, l'Ancien Régime repose sur « la tradition française, qui confiait au roi tous les pouvoirs et qui trouvait dans la modération paternelle du monarque une garantie suffisante de la liberté légitime des sujets ». Souverain, le roi de France contrôle en principe les trois pouvoirs : le législatif, d'où l'adage « Que veut le roi, si veut la Loi », l'exécutif, d'où l'instauration d'un Conseil du Roi, ou Conseil d'État, ou Conseil privé, le judiciaire enfin, car « il n'y a pas de souveraineté où il n'y a pas le droit et le devoir de rendre la justice ». La puissance souveraine n'a rien de commun avec la tyrannie, selon les propos de Louis XV lui-même, « son caractère propre est l'esprit de conseil, de justice et de raison », mais la justice est un des attributs premiers du roi. Au cours du sacre, avant de recevoir le sceptre et la main de justice, le prince jure solennellement d'accorder à ses peuples paix, justice et miséricorde.
Sans que le roi renonçât à son pouvoir judiciaire, il s'opéra une séparation des organes judiciaires. Pour les anciens juristes existaient en France deux formes de justice royale : la justice retenue et la justice déléguée.
On appelait justice retenue l'usage fait par le monarque en personne de son pouvoir judiciaire. C'est ce qui permet par exemple à Louis XIII d'ordonner la mise à mort de Concino Concini et à ses successeurs l'usage des lettres de cachet. On appelait justice déléguée celle accordée aux cours et tribunaux. Entre les deux, le Conseil du Roi est à la fois exécutif et judiciaire, comme Conseil privé ou Conseil d'État préparant les lois, composé de trente conseillers d'état et de quatre-vingts maîtres des requêtes, et comme Cour de Cassation.
La justice déléguée est celle des institutions judiciaires qui est libre et indépendante. Les Parlements, qui étaient à la fois les cours d'appel et les cours d'assises, avaient un droit d'enregistrement des lois et actes royaux, renforcé par le droit de présenter à leur sujet des remontrances. Ce rôle est un rôle politique qui les amène à s'opposer à la loi, voire au roi lui-même. C'est le cas durant la Ligue, la Fronde et vers la fin du règne de Louis XV. Les parlementaires ne pouvaient le faire que parce que les charges étaient inamovibles. Ces charges étaient vénales et les parlementaires jouissaient d'une totale autonomie. Une fois installé dans son office, le magistrat français d'Ancien Régime n'avait pas à se préoccuper des volontés, désirs ou caprices du roi, des ducs, des princes ou des ministres. La vénalité des offices expliquait et fondait son indépendance. Les Parlements, au nombre de onze en 1770, étaient divisés en chambres, chaque chambre était présidée par un Président seul autorisé à porter un mortier, toque de velours noir rehaussée de deux galons dorés, et l'ambition de chaque conseiller était de devenir un jour président à mortier.

Pour bien faire comprendre l'indépendance des parlementaires, l'historien de l'Ancien Régime François Bluche, dans son livre Au plaisir de l'Histoire, rapporte cette anecdote à propos de l'affaire du Collier :

« La reine Marie-Antoinette, oubliant tout amour-propre, ne craignit pas de solliciter, parfois elle-même, plusieurs parlementaires. Elle se heurta chaque fois à une indifférence glacée. »

Malesherbes, président de la Cour des Aides, publie des textes pour dénoncer l'injustice dans la répression des contribuables, mais il avait aussi à cœur de défendre avec vigueur sa corporation, les parlementaires.

### Remontrances

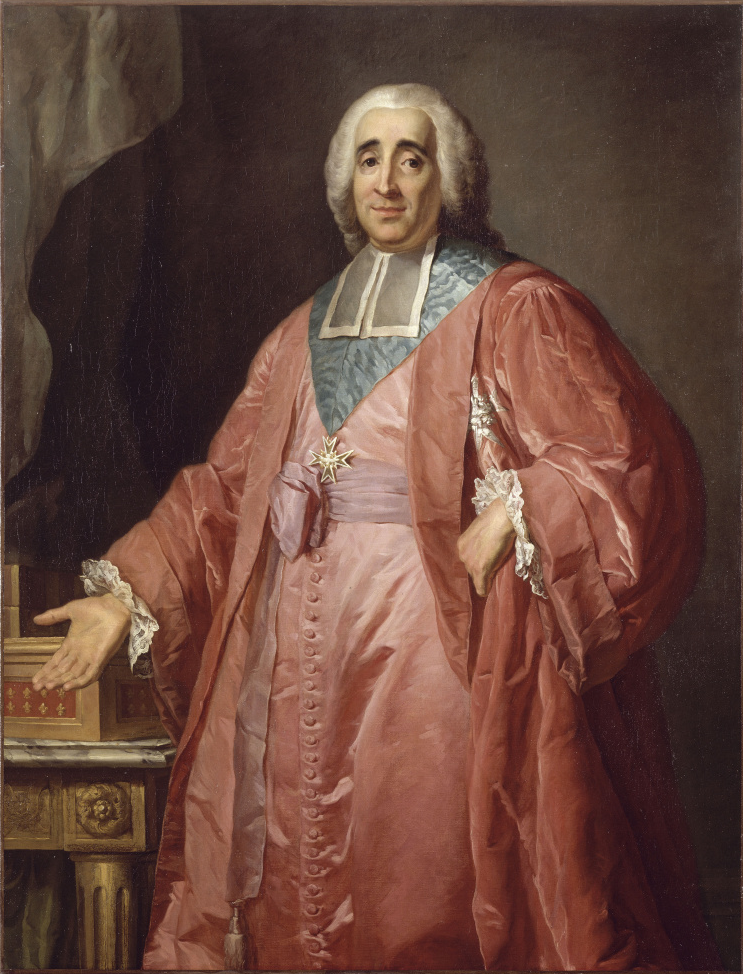
René Nicolas de Maupeou.

Pour mettre un terme à la guerre ouverte menée par les Parlements au pouvoir royal, Maupeou réalise le 20 janvier 1771 un spectaculaire coup de force pour reprendre en main le pouvoir judiciaire. Les parlementaires parisiens sont arrêtés et exilés (arrêt du Conseil du 20 janvier 1771), leurs charges déclarées vacantes, puis confisquées et rachetées par l'État (édit d'avril 1771). L'immense ressort du parlement de Paris est divisé en six circonscriptions avec au sein de chacune un Conseil supérieur, nouvelle juridiction souveraine, le Parlement de Paris subsistant mais à la tête d'une circonscription plus réduite (édit du 23 février 1771). Pour ces nouvelles juridictions, la vénalité des offices est abolie, les magistrats étant désignés par le roi, mais inamovibles, ils rendent désormais justice gratuitement et sont rétribués par l'État.
Le triumvirat composé de Maupeou, l'abbé Terray et d'Aiguillon prend le pouvoir et organise un nouveau système judiciaire où les juges sont nommés par l'État et ne sont plus propriétaires de leur charge. Par solidarité avec ses collègues parlementaires, Malesherbes réunit ses conseillers de la Cour des Aides et prépare une riposte. Malesherbes rédige une nouvelle remontrance datée du 18 février. Il plaint les parlementaires exilés dont certains, éloignés jusqu'en Auvergne, ont à peine de quoi s'alimenter : « Les magistrats du Parlement sont dispersés dans le royaume par vos ordres et, par un nouveau genre de rigueur que Votre Majesté n'a point ordonné et n'approuvera jamais, on s'est étudié à chercher des lieux inconnus où toutes les commodités et même les nécessités de la vie doivent leur manquer pour aggraver leur disgrâce. » Puis son propos devient politique et critique : « Sire, nous devons vous exposer le malheur de l'État avant les malheurs particuliers. On veut enlever à la nation les droits les plus essentiels d'un peuple libre… ». Malesherbes en appelle au respect des « lois anciennes et respectées », celle qu'il faut défendre « si le peuple les regarde comme le rempart de ses droits et de sa liberté ». Puis il ose écrire que le droit divin ne suffit plus et s'adressant au monarque, il écrit :
« Dieu ne place la couronne sur la tête des rois que pour procurer aux sujets la sûreté de leur vie, la liberté de leur personne et la tranquille propriété de leurs biens. »
Pour Malesherbes, la trilogie sûreté-liberté-propriété est en péril. Il en appelle alors aux États Généraux : « Il n'existe plus, depuis longtemps, d'États Généraux ». Il prend le soin de demander à tous ses conseillers l'approbation de la remontrance. Puis il la fait imprimer clandestinement et la fait diffuser dans le public avant de la remettre à la cour.
Légitimité populaire, droits nationaux, critiques à l'égard des ministres, nécessité urgente d'États Généraux : ces concepts sont révolutionnaires et seront repris en 1789. Le succès de la diffusion clandestine de cette remontrance est prodigieux. « La remontrance ébranle l'idée monarchique : à défaut d'être écoutée par le Roi, elle est entendue par la rue, les salons et les cafés ».

### Lettre de cachet
Après avoir sollicité une audience auprès du roi, reportée plusieurs fois, Malesherbes est reçu par le roi Louis XV, qui lui reproche d'avoir diffusé dans des estaminets des remontrances destinées d'abord au roi :
« Je ne recevrai point les remontrances de la Cour des Aides quand elles concerneront des affaires qui ne lui sont pas propres. Et moins encore quand, avant de me les présenter, elle aura laissé acquérir une publicité qu'elles ne doivent jamais avoir ».
Alors que l'abbé Terray, l'un des membres du triumvirat, lance un emprunt de cent millions et aggrave la dette de l'État et la pression sur les contribuables, la Cour des Aides se réunit le 9 mars 1771 et délibère sans se soucier de la menace de la dissolution. Malesherbes rédige une dernière remontrance, menaçant ceux qui seraient tentés de rejoindre Maupeou d'être convaincus de « capitulation » et annonçant que les magistrats qui rejoindront le nouveau Parlement ne seront « que des sujets, qui, en acceptant cette commission, signeront leur déshonneur ». Malesherbes, estimant la justice en danger, s'adonne au mépris.
Puis, il termine par une conclusion péremptoire : la Cour des Aides « a protesté et proteste contre tous les enregistrements faits et à faire au lieu des séances du Parlement de Paris, sans les membres nécessaires du dit Parlement et pendant l'absence forcée du plus grand nombre » Monsieur de Malesherbes et les gens qui travaillent avec lui ne recevront « ni les prétendus officiers des dits tribunaux comme officiers de justice, ni leurs actes qui en émaneront comme jugements jusqu'à l'enregistrement légitime en Parlement et par de véritables officiers ».
Le 6 avril 1771, alors qu'il séjourne dans sa résidence de Malesherbes, il reçoit avec Jacques Charpentier de Boisgibault, une lettre de cachet, qui l'exile dans son château, à 70 kilomètres au sud de Paris. En matière économique, il partage les vues de Vincent de Gournay et de Turgot.

### Retour après l'exil
Après la mort de Louis XV, il est secrétaire d'État à la Maison du roi. Son entrée au ministère, avec celle de Turgot, suscite l'enthousiasme dans l'opinion libérale. Julie de Lespinasse écrit à un ami : « Oh, pour le coup, soyez assuré que le bien se fera et qu'il “se fera bien”, parce que ce sont les lumières qui dirigeront la vertu et l'amour du bien public. Jamais, non jamais, deux hommes plus vertueux, plus désintéressés, plus actifs, n'ont été réunis et animés plus fortement d'un intérêt plus grand et plus élevé. Vous le verrez, leur ministère laissera une profonde trace dans l'esprit des hommes. […] Oh ! Le mauvais temps pour les fripons et les courtisans ! ». Son ami Gabriel-Henri Gaillard dira de lui : « Il était l'amour et les délices de la nation. »
Mais les désillusions sont rapides, et Malesherbes tente en vain d'abolir le système des lettres de cachet. Il démissionne l'année suivante, lors du renvoi de son ami Turgot.
De 1787 à 1788, il est membre du Conseil d'en-haut. Il propose des réformes, mais il n'est pas écouté. Il rédige trois mémoires entre 1787 et 1788. Le premier a des accents prophétiques concernant l'immobilisme du roi : « Je ne me mets en avant pour lui dire de tristes vérités que parce que je vois un danger imminent dans la situation des affaires, que je vois se former des orages qu'un jour toute la puissance royale ne pourra calmer, et que des fautes de négligence et de lenteur, qui dans d'autres circonstances ne seraient regardées que comme des fautes légères, peuvent être aujourd'hui des fautes irréparables, qui répandront l'amertume sur toute la vie du Roi, et précipiteront son royaume dans des troubles dont personne ne prévoit la fin ».
À l'instigation de Louis XVI, il publie cependant en 1785 un Mémoire sur le mariage des protestants, puis fait adopter en 1787 l'édit de Versailles (ou édit de tolérance), qui organise l'état civil des non-catholiques, initiant ainsi un début de reconnaissance de la pluralité des confessions.
Il avait épousé Mlle Grimod de La Reynière, qui lui donna un fils, Guillaume, qui vécut deux mois en 1751 à Clichy, et deux filles, Pauline et Antoinette-Thérèse-Marguerite, dont la dernière épousera Louis Le Peletier de Rosanbo. Une des filles de ce dernier couple, Aline Thérèse Le Peletier de Rosanbo, épouse Jean-Baptiste de Chateaubriand, frère de François-René de Chateaubriand ; une autre, Louise Madeleine Le Peletier de Rosanbo, épouse Hervé Clérel de Tocqueville : ce sont les parents d’Alexis de Tocqueville, le célèbre politiste.

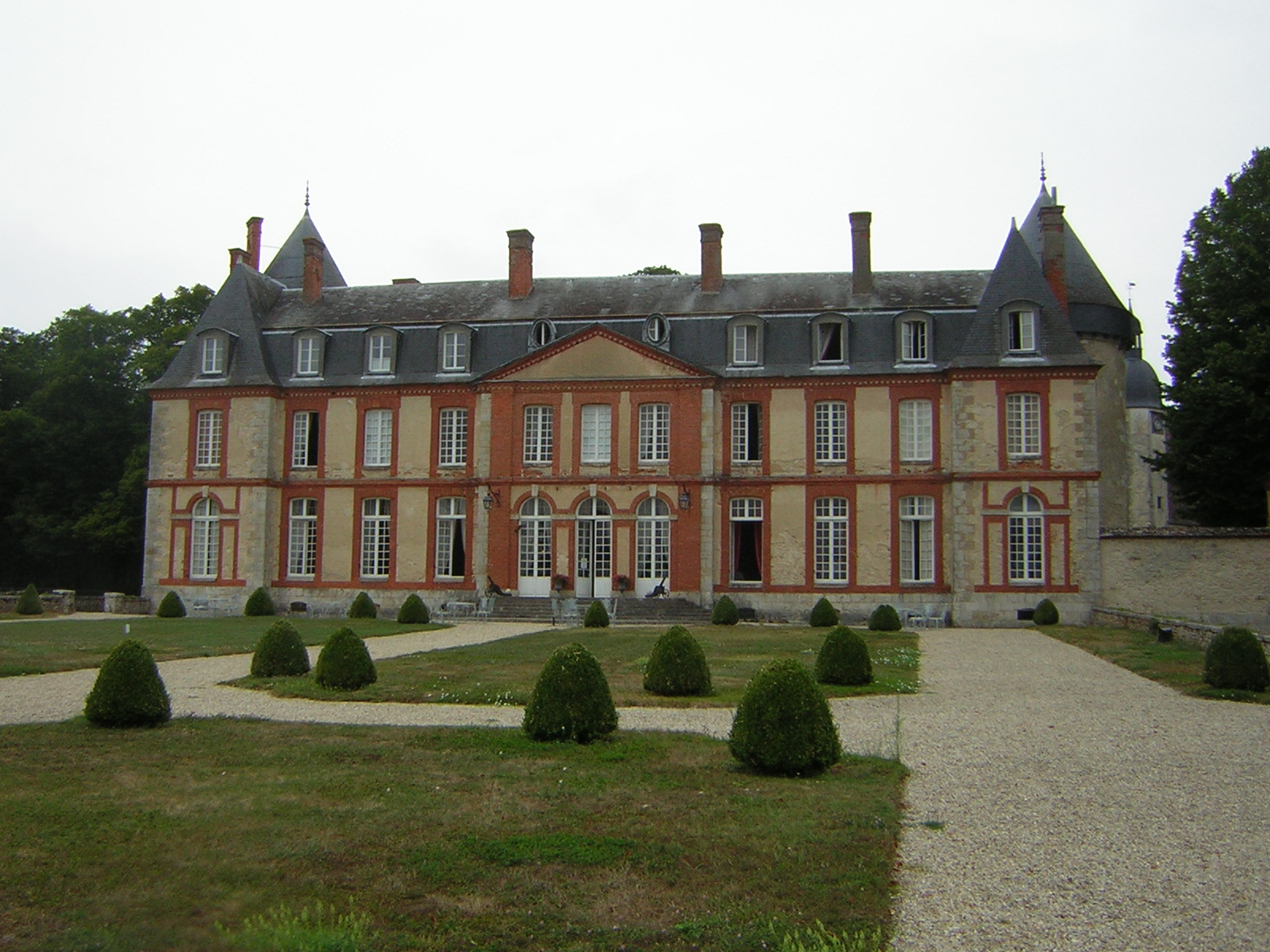
Château de Malesherbes.

### Botaniste
Malesherbes était passionné de botanique. À l'âge de 24 ans, il suit les cours de botanique de Jussieu. Il organise ses plantations dans son château de Malesherbes, dans le département du Loiret. Il entretient à leur sujet une correspondance avec Jean-Jacques Rousseau et Thomas Jefferson, échange des plantes et prend conseil auprès de son voisin de campagne, le grand agronome Duhamel du Monceau. Il profite de la position de son neveu César Henri de La Luzerne, gouverneur des Îles Sous-le-Vent, pour se faire envoyer des graines.
Sous le pseudonyme de « Monsieur Guillaume », il se plaît à parcourir la France incognito, ainsi que la Hollande et la Suisse. Il en rapporte une moisson d'observations, aussi bien sur l'agriculture que sur l'industrie des régions traversées et, naturellement, des plantes pour ses collections.
Il est très critique envers le comte de Buffon et s'oppose ouvertement à sa Théorie de la Terre.
Il est élu membre de l'Académie des sciences en 1750, de l'Académie des inscriptions en 1759, et de l'Académie française en 1775.
Lorsqu'il va prendre les eaux à Vichy en 1751, il est accompagné du botaniste et minéralogiste-géologue Jean-Étienne Guettard, qui découvre à cette occasion le volcanisme des monts d'Auvergne ; 28 ans plus tard il écrit une lettre de témoignage pour défendre Guettard, que certains (dont Faujas de Saint Fond) accusent de plagiat.

### Sous la Révolution

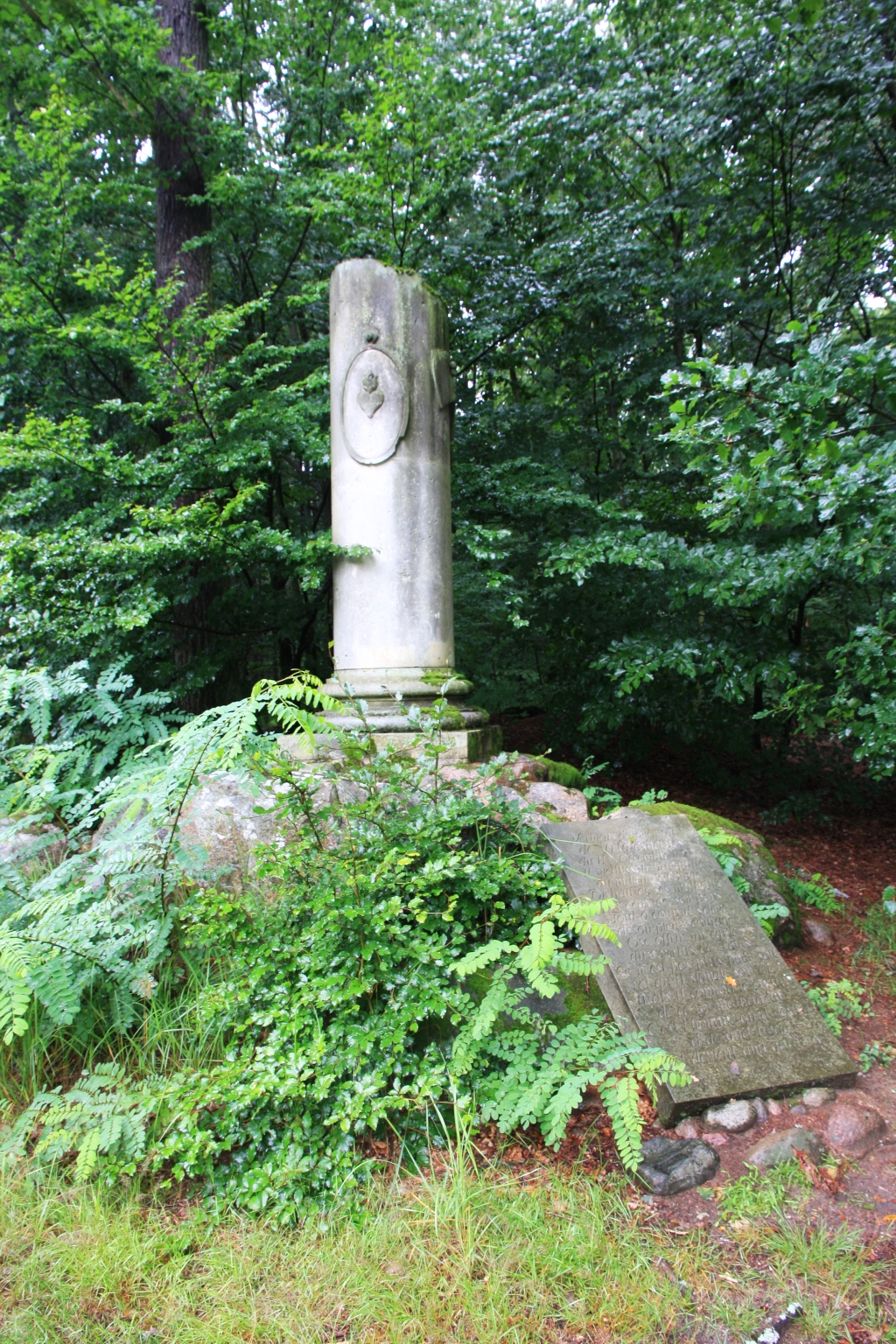
Monument de Rheinsberg.

En 1792, Malesherbes rend visite à sa fille émigrée à Lausanne mais revient vite en France et pourtant sans illusion sur la Révolution. Par fidélité au roi, qui l'avait notamment chargé de l'émancipation des protestants et des juifs, il se porte volontaire pour prendre sa défense à son procès et écrit au président de la Convention :

« J'ignore si la Convention nationale donnera à Louis XVI un conseil pour le défendre, et si elle lui en laissera le choix. Dans ce cas-là je désire que Louis XVI sache que, s'il me choisit pour cette fonction, je suis prêt à m'y dévouer »

— Lettre du 11 décembre 1792. Cité par Tastet 1855, p. 487.
Louis XVI répondit : « Votre sacrifice est d'autant plus généreux que vous exposez votre vie et que vous ne sauverez pas la mienne ». Malesherbes fit partie de la délégation chargée de notifier le verdict au condamné, le 20 janvier 1793, en compagnie de Dominique Joseph Garat, ministre de la justice, et de Jacques-René Hébert, substitut du procureur de la Commune. Après l'exécution du roi, Malesherbes, hostile à l'émigration, refuse de rejoindre les princes en exil et ose interpeller le futur Louis XVIII sur le passage du testament de Louis XVI, qui évoque "ceux qui ont de grands reproches à se faire". En demeurant en France, Malesherbes envisageait aussi d'assurer la défense de la reine dans le cas de son procès.
Plus tard dans la même année, le prince Henri de Prusse fait élever un monument à Malesherbes à Rheinsberg, avec cette inscription rédigée par Stanislas de Boufflers :

« Il vieillissoit tranquille au milieu de l'orage,

Distrait de ses malheurs par ceux de son pays,

Tout-à-coup il s'élève, & son pieux courage

Ose offrir une égide aux vertus de Louis.

Ce n'est plus pour son Roi qu'il signale son zèle;

Mais il connoît le cœur de ce Roi malheureux ;

C'est l'homme qu'il défend, & de sujet fidèle

Il en devient ami généreux. »

Lors de la Terreur, en décembre 1793, il est arrêté avec toute sa famille à Malesherbes. Il est ramené à Paris et incarcéré avec sa famille pour « conspiration avec les émigrés ».
Il est guillotiné le 22 avril 1794 (3 floréal an II), ainsi que sa fille Antoinette (dont le mari Louis Le Peletier de Rosanbo avait été exécuté deux jours plus tôt), sa petite-fille Aline et son mari Jean-Baptiste de Chateaubriand, et deux de ses secrétaires. Le 10 mai, sa sœur aînée Anne-Nicole, comtesse de Sénozan, 76 ans, est exécutée le même jour que Madame Elisabeth, la sœur du roi.
En sortant de prison pour monter dans la sinistre charrette, son pied heurte une pierre et lui fait faire un faux pas. « Voilà, dit-il en souriant tristement, un mauvais présage ; à ma place, un Romain serait rentré ».

## Écrits

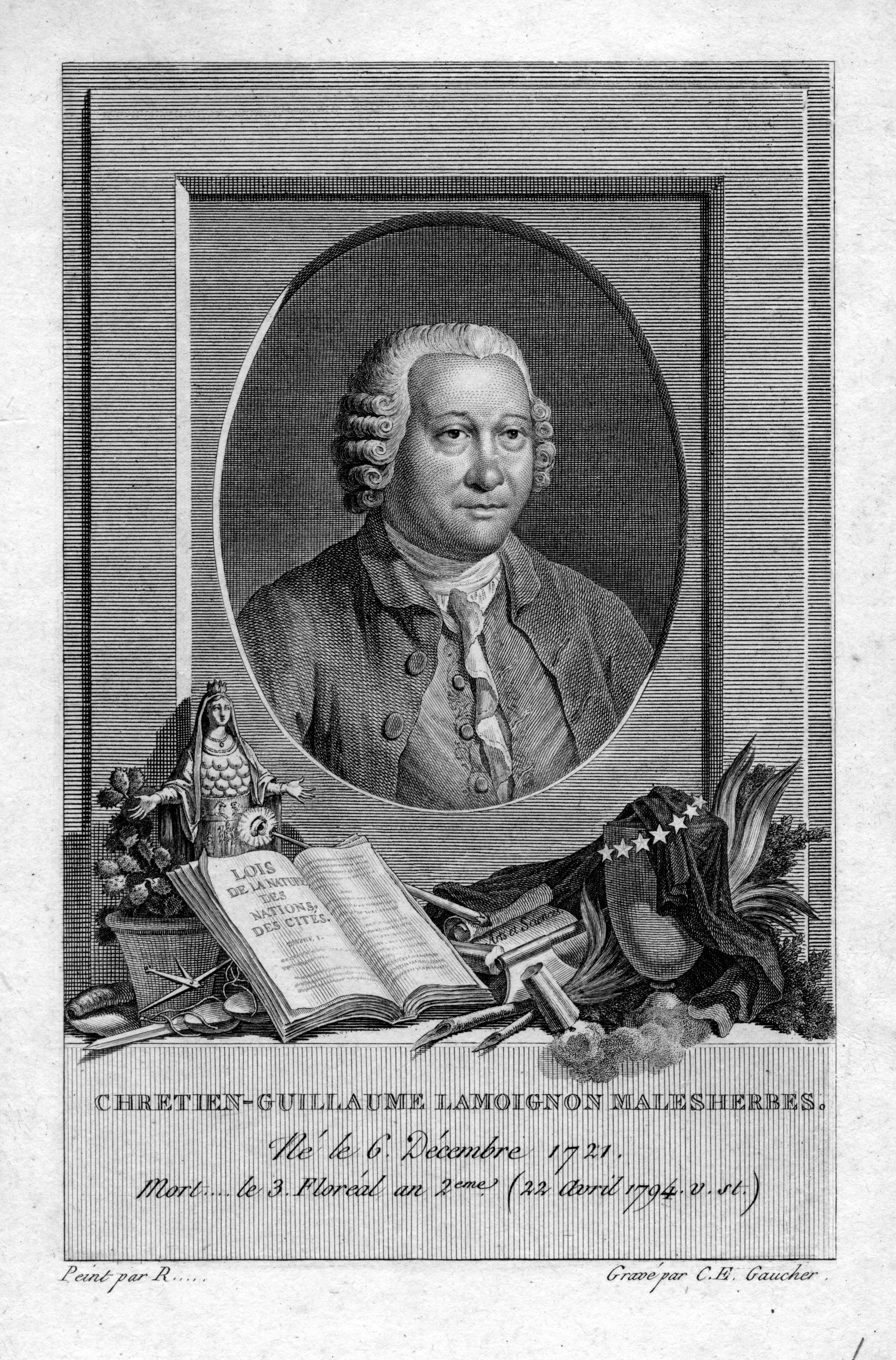
Portrait gravé par Charles-Étienne Gaucher.

Même si la distinction est ténue et parfois discutable, on distingue ci-après les textes écrits par Malesherbes dans le cadre d'une fonction officielle (ministérielle, par exemple) des écrits personnels.

### Textes officiels
Textes rédigés par Malesherbes dans l'exercice de ses fonctions.
- Malesherbes à Louis XVI ou Les Avertissements de Cassandre : mémoires inédits (1787-1788) édités par Valérie André, Tallandier, 2011,  (ISBN 978-2847347081).
- Badinter 1978, Les Remontrances de Malesherbes (1771-1775).
- Anonyme [i.e. M. Auger], Mémoires pour servir à l'histoire du droit public de la France en matière d'impôts ou Recueil sur ce qui s'est passé de plus intéressant à la Cour des aides depuis 1756 jusqu'au mois de juin 1775, Bruxelles [i.e. Paris], [S.n.], 1779, avec un supplément de 10 pages. Cet ouvrage, imprimé avec permission tacite, est resté hors commerce. Certains textes ne sont pas de Malesherbes[24].

### Autres textes
- Sur la nécessité de diminuer les dépenses
- Introduction à la botanique[25], 1783, inédit, manuscrits de la Bibliothèque de l'Institut de France, coll. Benjamin Delessert, Ms 997.
- Mémoire sur les moyens d'accélérer les progrès de l'économie rurale en France, [lu à la Société royale d'agriculture], Paris, Impr. de Ph.-D. Pierres, 1790, 88 p. Disponible dans Gallica.
- Idées d'un agriculteur patriote sur le défrichement des terres incultes, sèches et maigres, connues sous le nom de landes, garrigues, gâtines, friches…, Paris, Impr. de Vve Hérissant, 1791, 18 p.
- Mémoire sur la Librairie.
  - Présenté et commenté par Roger Chartier, Paris, Imprimerie nationale, 1994, 350 p.  (ISBN 2-11-081201-X). Compte rendu.
- Mémoire sur la liberté de la presse.
  - Présenté et commenté par Roger Chartier, Paris, Imprimerie nationale, 1994, 350 p.  (ISBN 2-11-081201-X). Compte rendu.
- Voyage en Angleterre  (édition présentée, établie et annotée par Michèle Crogiez Labarthe), Paris, Desjonquères, 2009, 222 p. (ISBN 978-2-84321-114-0).

### Correspondance
- Lettres sur la révocation de l'édit de Nantes, 1788.

## Traitements littéraires
Un œuvre littéraire sous la forme des mémoires fictifs de Malesherbes : Que je ne vous-ai je écouté ! par Luc Rentmeesters, Paris, Editions Persée, 178 p.  (ISBN 978-2-82311-642-7) (http://www.editions-persee.fr/catalogue/e-books/ai-ecoute/#.WBM6AVV97q4)

### Sources
Les papiers personnels de Chrétien Guillaume de Lamoignon de Malesherbes et de son père Guillaume de Lamoignon de Blancmesnil sont conservés aux Archives nationales sous la cote 263AP et sont consultables sous forme de microfilms.